# チェルニゴフ諸公会議 (1206年)
チェルニゴフ諸公会議（チェルニゴフしょこうかいぎ、ロシア語: Черниговский съезд）は、1206年に現在のウクライナ北部にあたるチェルニゴフ（ウクライナ語:チェルニーヒウ）で開催された、ルーシの諸公会議の１つである。また、チェルニゴフ・オレグ家(ru)による会議としては史料上の最後のものである。
ラヴレンチー年代記によれば、1206年、チェルニゴフ公フセヴォロド、ノヴゴロド・セヴェルスキー公ウラジーミルらオレグ家諸公によって会議が開催された。会議によって、オレグ家諸公によるガーリチへの遠征が決定した。同年、遠征軍はガーリチへ進軍を開始し、スモレンスク公ムスチスラフら（スモレンスク・ロスチスラフ家(ru)諸公）、ならびに多数のポロヴェツ族がこれに加わった。

## 会議の前後
ガーリチ・ヴォルィーニ年代記によれば、ガーリチでは、ヴォルィーニ公ロマン（ヴォルィーニ・イジャスラフ家(ru)から分かれたガーリチ・ロマン家(ru)始祖。）が1201年にガーリチ公位にも就いていた（以降、両公国を併せガーリチ・ヴォルィーニ公国となる）。ロマンは没するまでチェルニゴフ・オレグ家、スモレンスク・ロスチスラフ家のリューリクやそれと共闘するポロヴェツ族と権力闘争を繰り広げていた。例えば、リューリクらは1201年、1205年にガーリチを攻めるが攻略は成しえていなかった。
ロマンは1205年に没し、ダニール、ヴァシリコの二子が残されていたが、2人はまだ幼かった（ガーリチ・ヴォルィーニ年代記によれば1205年に4歳と2歳）。また、ロマンの前のガーリチ公ヤロスラフ（ガーリチ・ロスチスラフ家(ru)。ガーリチ公位：1153年 - 1187年）の娘エフロシニヤは、チェルニゴフ・オレグ家のノヴゴロド・セヴェルスキー公イーゴリの妻となっていた。
1206年のオレグ家諸公の遠征に対して、ガーリチ側にはロマンの息子らを支援するハンガリー王アンドラーシュ2世の軍勢が配備された。また、遠征軍側にはポーランド王国のクラクフ公レシェク1世が加担し、軍を発しヴォルィーニに対陣した。この遠征による直接的な軍事衝突や戦果は双方には挙がらず、和平が結ばれたが、その後、コルミリチチ家のウラジスラフ(ru)らのガーリチの貴族（ボヤーレ）が公位にオレグ家諸公を招聘したため、以降の一時期、ガーリチ（ガーリチ公国）、ヴォルィーニ（ヴォルィーニ公国）、ペレムィシュリ（ペレムィシュリ公国）、ズヴェニゴロド（ズヴェニゴロド公国）などのガーリチ・ヴォルィーニ公国の各地、すなわちロマンの遺領の諸公位を、前述のイーゴリとエフロシニヤの子である兄弟たちが占めることとなった。